# Mix10th
『mix10th』（ミックスジュース）は、SILENT SIRENの7枚目のオリジナル・アルバム。2020年9月2日にEMI Recordsから発売。

## 概要
- ガールズロックバンドSILENT SIRENの結成10周年記念アルバムとして、リリースされた[8][9]。
- ゴールデンボンバーの鬼龍院翔による提供楽曲「聞かせてwow wowを」、Poppin'Partyの愛美が歌唱参加をする「Up To You feat. 愛美 from Poppin'Party」などの他者とのコラボ楽曲や、メンバーそれぞれが作詞を手掛けた楽曲などが収録された、バンド結成10周年の象徴となるアルバムである[10][11][12]。
- 当初は5月13日に発売を予定していたが、4月に新型コロナウイルス感染症の流行による影響を受け急遽発売延期が発売され、発売日は9月2日となった[11]。
- 翌年末をもって活動休止を表明したため、本作が休止前最後のオリジナル・アルバムとなった。

## 収録曲
- 編曲については、特記が無い限り、クボナオキが担当している。

| #   | タイトル                                                                                         | 作詞       | 作曲       | 編曲                     | 時間 |
| --- | ------------------------------------------------------------------------------------------------ | ---------- | ---------- | ------------------------ | ---- |
| 1.  | 「HERO」                                                                                         | すぅ       | クボナオキ | クボナオキ               | 3:11 |
| 2.  | 「sun moon」                                                                                     | すぅ       | クボナオキ | クボナオキ               | 4:23 |
| 3.  | 「Up To You feat. 愛美 from Poppin’Party」                                                       | すぅ       | クボナオキ | クボナオキ               | 3:14 |
| 4.  | 「聞かせてwow wowを」                                                                            | 鬼龍院翔   | 鬼龍院翔   | 鬼龍院翔                 | 3:42 |
| 5.  | 「mate」                                                                                         | ひなんちゅ | クボナオキ | クボナオキ               | 4:45 |
| 6.  | 「四月の風」(テレビ東京 ドラマ25 バーチャルYouTuberドラマ『四月一日さん家の』エンディングテーマ) | すぅ       | クボナオキ | クボナオキ               | 3:42 |
| 7.  | 「てのひら」                                                                                     | あいにゃん | あいにゃん | クボナオキ、SILENT SIREN | 3:26 |
| 8.  | 「OVER DRIVE」(AbemaTVレギュラー番組『イマっぽTV』エンディングテーマ)                            | ゆかるん   | クボナオキ | クボナオキ               | 3:24 |
| 9.  | 「she」                                                                                          | すぅ       | すぅ       | クボナオキ               | 1:59 |
| 10. | 「世界で一番不器用なラブソング」                                                                 | すぅ       | クボナオキ | クボナオキ               | 4:49 |
| 11. | 「CONNECT」(新体感ライブ CONNECT™コラボレーションソング)                                         | すぅ       | クボナオキ | クボナオキ               | 3:56 |
| 12. | 「cheer up!」(フジテレビ系「とくダネ!」9月度お天気コーナーMONTHLY SONG)                          | ゆかるん   | クボナオキ | クボナオキ               | 3:49 |
| 13. | 「Answer」                                                                                       | すぅ       | クボナオキ | クボナオキ               | 4:03 |